# Thiêu kết vàng bằng laser

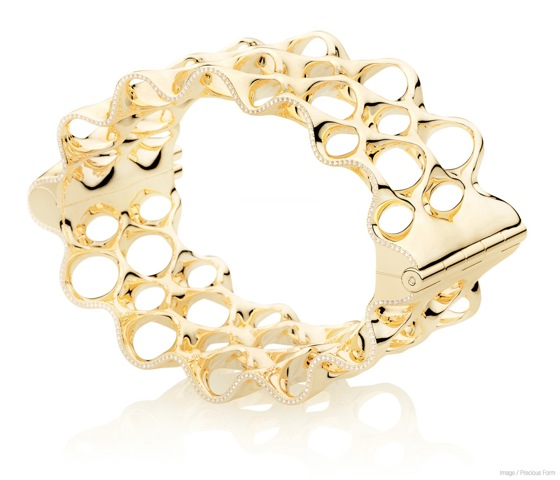
Thiết kế của Towe Norlén

Thiêu kết laser vàng là một kỹ thuật sản xuất đồ trang sức đầu tiên được phát triển bởi Towe Norlén và Lena Thorsson.
Thiêu kết laser  vàng bắt đầu bằng bột vàng, mịn như bột. Một chùm tia laser sẽ thiêu kết (tan chảy) bột vàng cục bộ ở một điểm cực kỳ nhỏ, và bất kỳ hình dạng nào cũng có thể được "vẽ" chính xác bằng chùm laser theo ba chiều. Khi vật thể vàng kết thúc, nó được chải nhẹ nhàng từ bột vàng còn sót lại, theo cách tương tự như trong một cuộc khai quật khảo cổ học.
Kết quả là một vật thể vàng hầu như bất kỳ hình dạng nào, và với chất lượng cao hơn (mật độ bề mặt lớn hơn) vàng, nếu so với đúc. Hơn nữa, quá trình thiêu kết laser phá vỡ quá trình gắn kết làm suy yếu và biến dạng bề mặt, vì mặt hàng đồ trang sức được sản xuất thành một mảnh duy nhất. Ngoài ra, thiết kế trang sức có thể được mở rộng và cá nhân hóa, theo nguyên tắc bất kỳ hình dạng nào có thể, tạo điều kiện cho tính độc đáo và thiết kế được cá nhân hóa.